# سرگئی یاغوبیان
سرگئی یاغوبیان (ارمنی: Սերգեյ Յաղուբյան; انگلیسی: Sergey Yaghubyan; زاده ۱۶ سپتامبر ۱۹۲۵ – درگذشته ۱۹ مهٔ ۲۰۱۱) یک سیاستمدار اهل ارمنستان بود. والدین وی آنوشاوان و خانوم یاغوبیان از الشکیرت استان آغری در ترکیه به ارمنستان مهاجرت کرده بودند. یاغوبیان عضویت کمیته مرکزی فدراسیون انقلابی ارمنی را داشت.